# Sant'Angelo d'Alife
Sant'Angelo d'Alife er en kommune i den italienske provins Caserta i Campania. Buen har 2.065(2023) indbyggere. 